# Conioscinella nigripes
Conioscinella nigripes är en tvåvingeart som beskrevs av Oswald Duda 1930. Conioscinella nigripes ingår i släktet Conioscinella och familjen fritflugor. Inga underarter finns listade i Catalogue of Life.